# Willem Visser 't Hooft

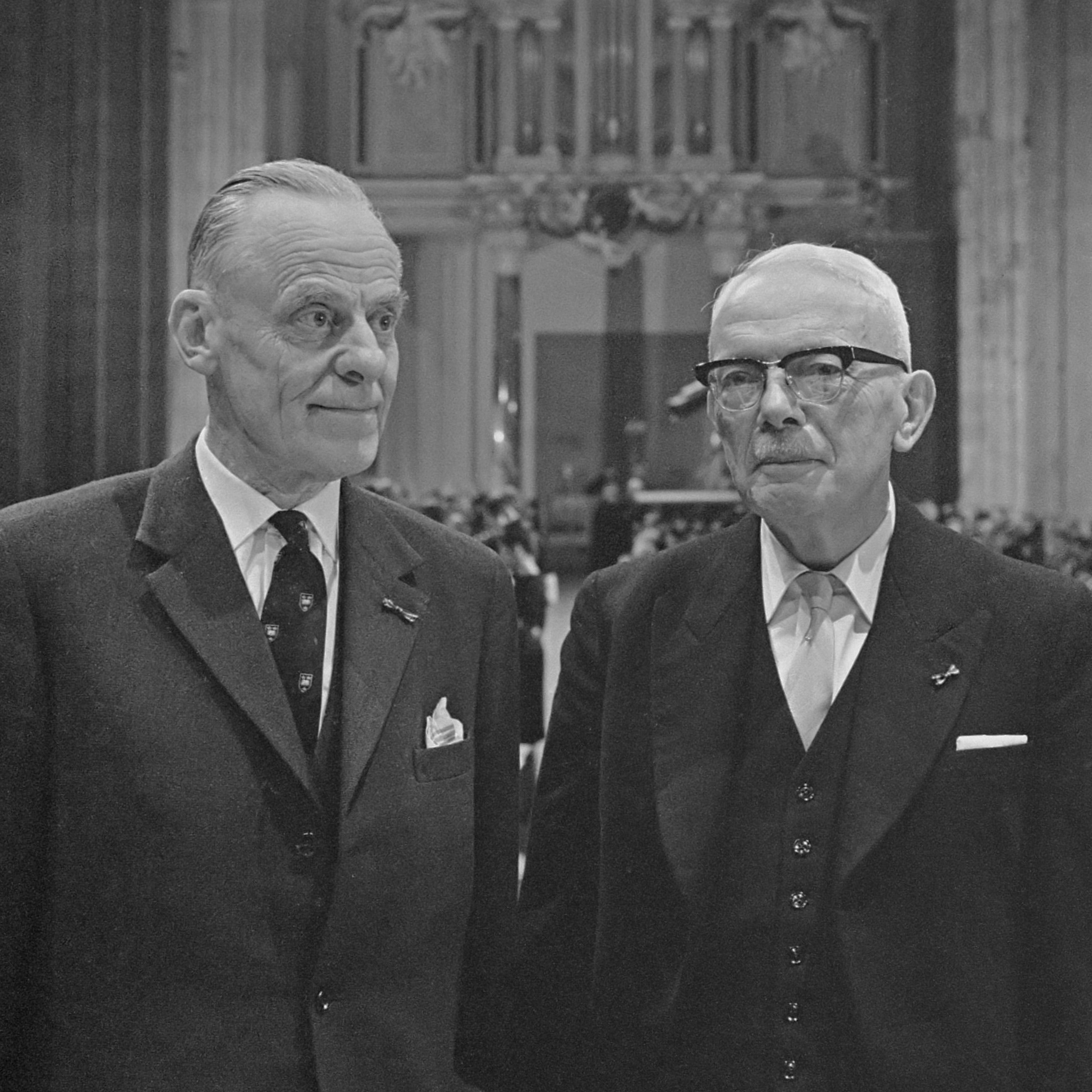
Willem Visser 't Hooft (l.) en Anton Roosjen (1964)

Willem Adolph (Wim) Visser 't Hooft, tot 1917 Willem Adolph (Wim) 't Hooft, (Haarlem, 20 september 1900 - Genève, 4 juli 1985) was een Nederlands theoloog. Hij was de eerste secretaris-generaal van de Wereldraad van Kerken.

## Biografie

### Jeugd en studie
Visser 't Hooft was lid van de familie 't Hooft en groeide op in een vrijzinnig remonstrants gezin in Haarlem. Later zou hij Nederlands-hervormd worden. Vader mr. Hendrik Philip Visser 't Hooft (1866-1930), voegde in 1917 de achternaam van zijn moeder Jacoba Visser (1840-1901) aan de familienaam toe die dus daarna Visser 't Hooft luidde.
Tijdens zijn opleiding aan het Haarlems gymnasium nam hij deel aan de jongenskampen van de Nederlandsche Christen-Studenten Vereeniging (NCSV). In 1918 deed hij eindexamen.
Mede onder invloed van zijn ervaringen bij de NCSV besloot hij na zijn eindexamen theologie te gaan studeren aan de universiteit van Leiden.
Op aandrang van zijn vader, die advocaat was, studeerde hij van 1918 tot 1920 naast theologie ook rechten. Op theologisch gebied werd hij beïnvloed door de invloedrijke Zwitserse theoloog Karl Barth.
Op 18 december 1923 behaalde Visser 't Hooft het doctoraal examen theologie.

### Genève
Tijdens zijn studie had hij diverse bestuursfuncties in de Nederlandsche Christen-Studenten Vereeniging (NCSV) vervuld, en was hij afgevaardigd naar conferenties in het buitenland. Daarnaast was hij voorzitter van het hulpcomité van de NCSV en betrokken bij het hulpverleningswerk van de European Student Relief.
Deze internationale ervaring sloot goed aan bij zijn benoeming, in 1924, als secretaris van de wereldbond van de YMCA (Young Men's Christian Associations), een aan de NCSV verwante organisatie. Bij de YMCA werd Visser 't Hooft belast met het jongenswerk en zijn standplaats werd het YMCA hoofdkantoor in Genève.
Op 16 september 1924 trad hij in het huwelijk met Henriette Philipine Jacoba Boddaert (Leiden 1899 - Genève 1968), en nog in datzelfde jaar verhuisde hij met zijn vrouw naar Genève, waar hij de rest van zijn leven zou blijven wonen. Uit het huwelijk tussen Wim Visser 't Hooft en Henriette Boddaert werden twee zoons en een dochter geboren.

### Oecumenische beweging
In 1925 was Visser 't Hooft lid van een delegatie naar de algemene christelijke conferentie voor christen-zijn in de praktijk te Stockholm.
In hetzelfde jaar bezocht hij de Verenigde Staten, om daar met John R. Mott voorbereidingen te treffen voor de wereldconferentie van de YMCA die in 1926 in Helsinki zou worden gehouden. John Mott was algemeen secretaris van de World Student Christian Federation (WSCF), en geldt als een van de pioniers van de oecumenische beweging. Tijdens de YMCA-conferentie in Helsinki, functioneerde Visser 't Hooft als persoonlijk assistent van John R. Mott.
In de VS kwam Visser 't Hooft in aanraking met de Amerikaanse, optimistische "Social Gospel"-beweging. Hij maakte deze tot onderwerp van zijn dissertatie, The background of the social gospel in America, waarop hij op 26 oktober 1928 in Leiden promoveerde.
In 1929 kwam Visser 't Hooft voor een halve baan in dienst van de WSCF te Genève, als secretaris voor Europa en in 1932 kreeg hij in de WSCF de eerder door John R. Mott beklede functie van algemeen secretaris.
In 1933 reisde hij voor het eerst naar Azië, om de christelijke studenten daar te helpen zich te organiseren.
In 1936 werd Visser 't Hooft bevestigd als predikant van de Église Nationale Protestante te Genève.

### Crisis- en oorlogstijd
Visser 't Hoofts geestelijke oriëntatie in de jaren dertig werd bepaald door Karl Barths stellingname tegen het nationaalsocialisme en fascisme en de analyse van J.H. Oldman, de secretaris van de International Missionary Council, die vond dat christelijke organisaties het moderne materialisme en secularisme dienden te bestrijden. In 1937 verwerkte Visser 't Hooft het resultaat van deze geestelijke oriëntatie in de publicatie None other gods ("Geen andere goden"), waarin volk, klasse, vitaliteit en technologie als de nieuwe goden van de Westerse wereld werden ontmaskerd.
Tijdens de Tweede Wereldoorlog wist Visser 't Hooft vanuit het neutrale Zwitserland de contacten in stand te houden tussen kerken die in de verschillende oorlogvoerende landen gevestigd waren. Hij droeg ook bij aan het geheime berichtenverkeer tussen het verzet in Nederland, Koningin Wilhelmina en de regering in ballingschap te Londen en bood hulp aan mensen die nazi-Duitsland waren ontvlucht. Hij was het eindpunt van de berichtenlijn van het ondergronds netwerk Dutch-Paris, ook wel de Zwitserse Weg genoemd, 
waarin Hebe Charlotte Kohlbrugge een belangrijke rol speelde.

### Wereldraad van Kerken

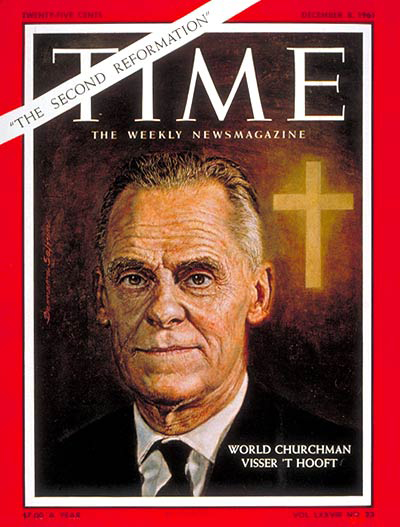
Visser 't Hooft op het omslag van Time (8 december 1961)

In 1937 was Visser 't Hooft lid van een stuurgroep van conferentie over praktisch christendom te Oxford ("Life and Work") en bestuurslid van de conferentie over geloof en kerkorde ("Faith and Order") te Edinburgh. Op deze conferenties werd het initiatief genomen om tot een wereldwijde oecumenische raad van kerken te komen.
In 1938 werd in Utrecht een voorlopig comité ingesteld voor de Wereldraad van Kerken "in oprichting" en Visser 't Hooft, die toen al contacten had in zowel protestantse en rooms-katholieke als in oosters-orthodoxe kring, werd hiervan de algemeen secretaris. Ten gevolge van de oorlogsomstandigheden liet de feitelijke oprichting van de Wereldraad nog 10 jaar op zich wachten. In 1948 hield de Wereldraad van Kerken zijn eerste algemene vergadering te Amsterdam en werd hij officieel opgericht. Visser 't Hooft werd de eerste secretaris-generaal van de Wereldraad van Kerken. Onder Visser 't Hoofts leiderschap werd de Wereldraad van Kerken uitgebreid met veel kerken uit ontwikkelingslanden en uit het communistische Oost-Europa. Hij behield de functie van secretaris-generaal tot zijn pensionering in 1966. Bij de vierde algemene vergadering van de Wereldraad van Kerken, in 1968 te Uppsala, werd hij tot erevoorzitter benoemd.

## Publicaties
Visser 't Hooft schreef ongeveer 15.000 brieven en 1500 gedrukte publicaties, waaronder 15 boeken in diverse talen.
Enkele van zijn werken:
- Die Welt war meine Gemeinde. Autobiographie. R. Piper&Co. Verlag, München, 1972.
- No Other Name: The Choice between Syncretism and Christian Universalism, London, SMC, 1963.
- The Pressure of Our Common Calling, New York, Doubleday, 1959.
- Memoires. Een leven in de oecumene, Amsterdam, 1971.

## Onderscheidingen

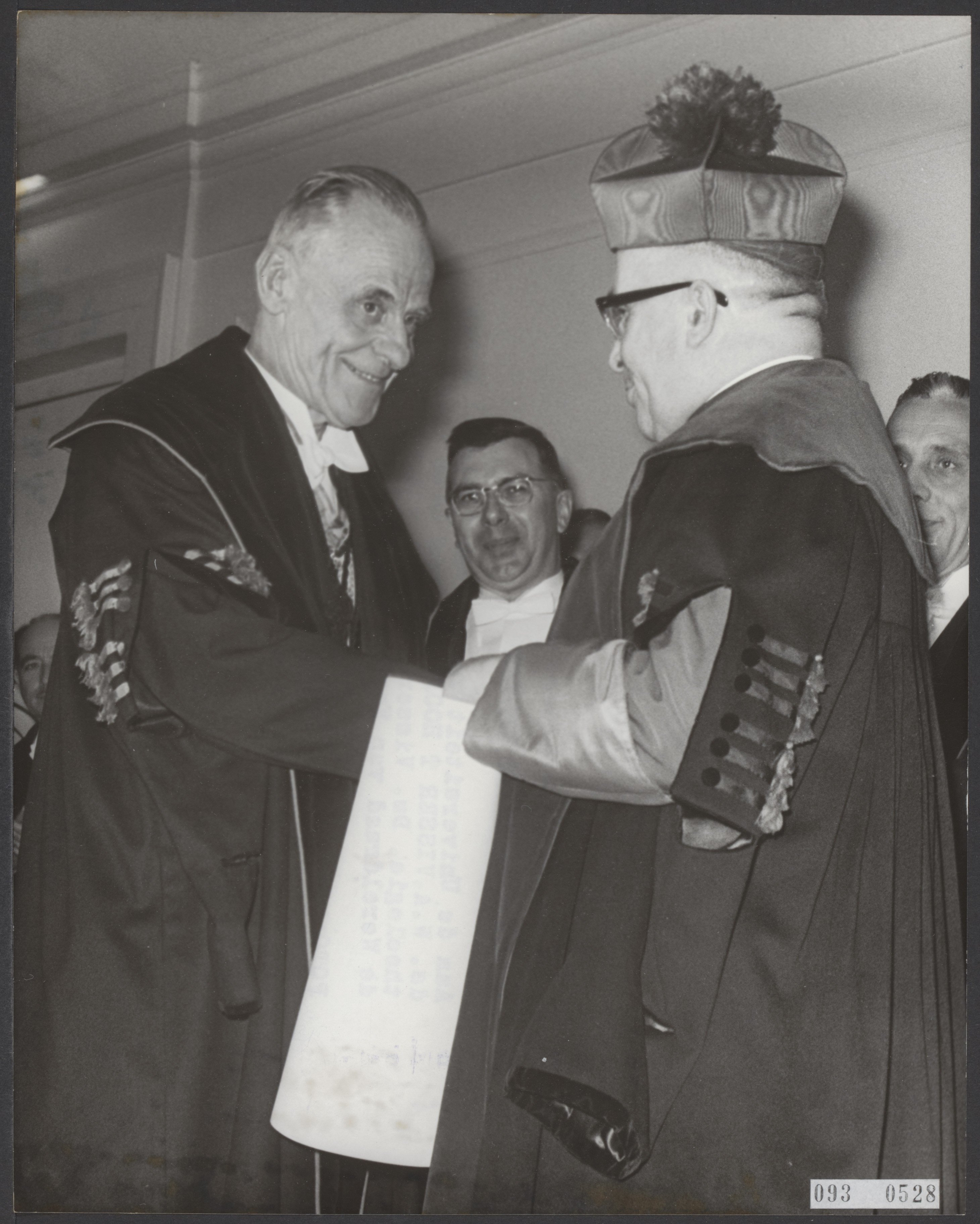
Eredoctoraat van de Katholieke Universiteit Leuven (1967)

- 1962 - Carnegie Wateler Vredesprijs
- 1966 - Vredesprijs van de Duitse Boekhandel
- 1967 - Sonningprijs
- 1968 - Erevoorzitter van de Wereldraad van Kerken
- Ereburgerschap van Genève
- 1982 - Four Freedoms Award voor vrijheid van godsdienst
- Vijftien eredoctoraten, waaronder die van de theologische faculteiten Princeton, Oxford, Yale en Harvard.

## Trivia
Het Visser 't Hooft Lyceum in Leiden, Leiderdorp en Rijnsburg is naar hem vernoemd evenals het Visser 't Hooft Centrum, een oecumenisch centrum in Rotterdam geschonken door het Duitse Aktion Sühnezeichen Friedensdienste en door Visser 't Hooft op 16 november 1968 geopend.